# بی‌دوامی
بی‌دوامی یا فوگاسیته (به انگلیسی: Fugacity) یک واحد اندازه‌گیری پتانسیل شیمیایی در حالت فشار تنظیم‌شده‌است و مستقیماً به تمایل ماده به حفظ حالت (جامد، مایع، گاز) خود در مقابل تبدیل شدن به دیگری است.
مانند بسیاری از توابع ترمودینامیکی، فوگاسیته کمیتی است که برای سادگی انجام محاسبات تعریف شده‌است و می‌توان از آن برای بدست آوردن مقادیر فیزیکی استفاده کرد. به عبارت دیگر لازم نیست فوگاسیته حتماً مفهوم فیزیکی داشته باشد ولی در محاسبه کمیتهای فیزیکی از آن استفاده می‌شود.

## تعریف فوگاسیته
می‌توان فوگاسیته را به عنوان ملاک و اندازه جریان یک ماده مشخص در یک واکنش شیمیایی فرض کرد. به عبارت ساده‌تر، می‌توان فوگاسیته را به عنوان میزان و تمایل ماده مورد نظر به ترک فازی که در آن قرار دارد در نظر گرفت. فوگاسیته نشان دهنده فراریت آن ماده از فاز است زیرا فوگاسیته مشخص می‌کند که یک ماده به چه آسانی می‌تواند از یک فاز به فاز دیگر (بخصوص از فازهای کندانس به فاز گازی) برود. می‌توان از فوگاسیته برای محاسبه حالت تعادل استفاده کرد.
فوگاسیته را می‌توان به عنوان فشار ماده در حالت ایده‌آل آن در پتانسیل شیمیایی برابر با فشار حقیقی آن ماده به حساب آورد. به عنوان مثال این بیان که فوگاسیته گاز نیتروژن در فشار ۱۰۰ کیلو پاسکال برابر با ۹۷٫۳ کیلو پاسکال می‌باشد بیانگر این موضوع است که پتانسیل شیمیایی گاز نیتروژن در حالت ایده‌آل و در فشار ۹۷٫۳ کیلو پاسکال دقیقاً برابر با پتانسیل شیمیایی این ماده در حالت واقعی و در فشار ۱۰۰ کیلو پاسکال است.